# キ94 (航空機)
キ94は、太平洋戦争末期における日本陸軍の計画による試作高高度防空戦闘機。全く形状の全く異なる二種の機体があり、キ94-Iは双細胴で操縦席の前後にエンジンを付けた双発単座機、キ94-IIは単発単座機である。設計は立川飛行機。設計主務は長谷川龍雄技師。

## 開発の経緯
それまで練習機・九五式や、他社機の転換生産を主に手掛けていた立川飛行機であったが、1943年（昭和18年）前半、若手の長谷川技師を中心に戦闘機の自社開発に乗り出した。しかし主力戦闘機の分野では経験豊富な中島飛行機や川崎航空機と競合した場合、後発の立川が採用される可能性は低いと思われた。
すでにアメリカはB-29を1942年9月21日に初飛行させ実用段階に近づきつつあり、その存在を察知していた陸軍は高高度戦闘機キ87の試作を中島に命じていたが、高高度機であれば立川飛行機もロ式B型やキ74で経験を積んでおり与圧気密室では他社を上回るノウハウを持っていた。
これら、先行メーカーに対抗できる技術領域を活用し対爆撃機用高高度戦闘機の開発を決定。2基のエンジンを胴体の前後に配置した串型双発、降着装置に前輪式を採用した双胴単座戦闘機として計画案を纏め上げ陸軍へ提案した。同年6月、陸軍の承認を得てキ94として試作指示を受ける。

### キ94I

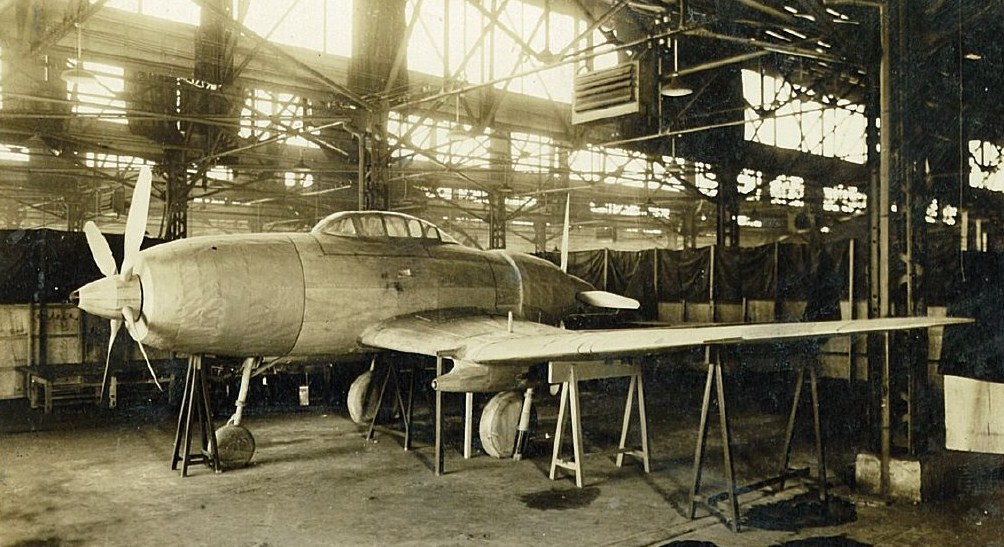
キ94Iの木製モックアップ（前方から）

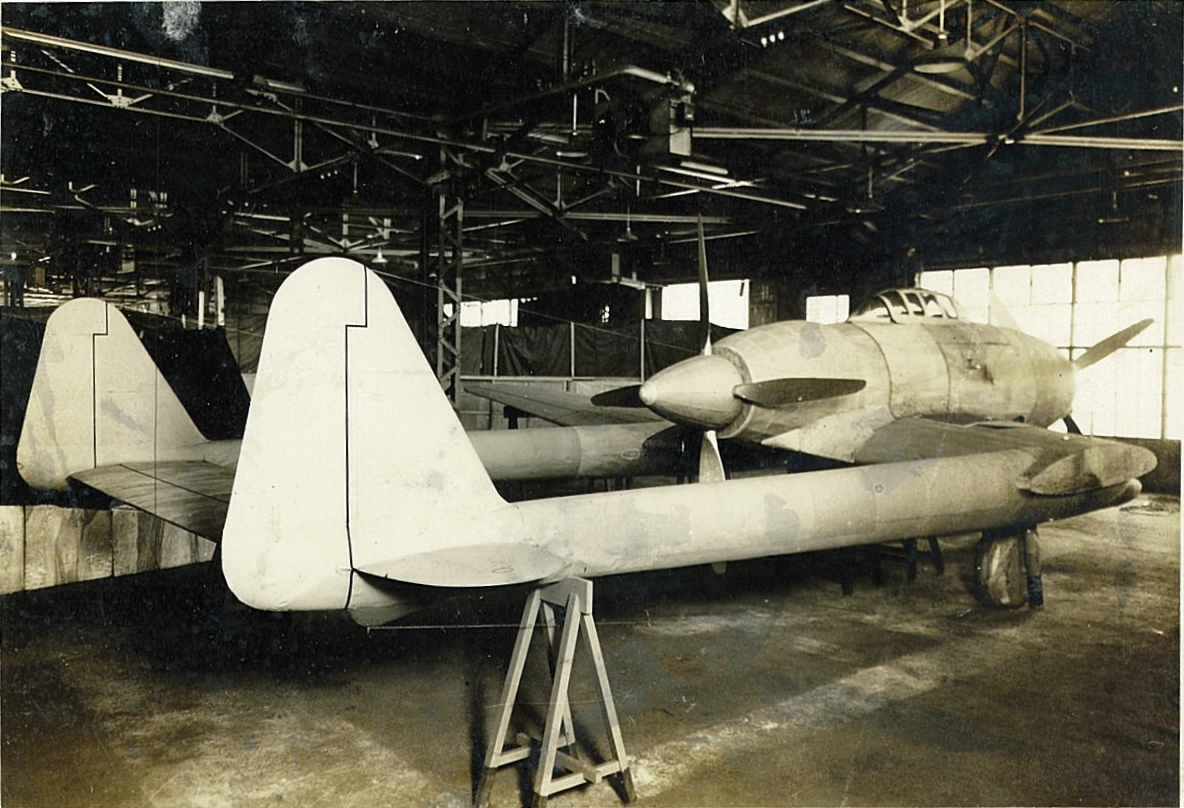
キ94Iの木製モックアップ（後方から）主翼後縁が丸くなっている

串型双発、双胴の特異な基本型は変わらず。主要な要求性能は以下の通り。
任務
高高度における敵機、とくに敵爆撃機の撃墜。
特性
高度上昇力に卓越し、とくに高高度性能に優れたもの。
最高速度
高度10,000mで水平最大速度750km/h。
上昇性能
実用上昇限度15,000m。
航続力
全力0.5時間、巡航2.5時間（増槽装備時+2.5時間）。
武装
大口径機関砲（20、30、40mmを検討）、防弾装備等。
耐久温度
耐熱地上 45度　耐寒マイナス 70度
なお試作1号機の完成期限は1944年（昭和19年）12月とされた。
試作を進める中で長谷川は、キ94と似た形態の局地戦闘機閃電を手掛けていた三菱を訪ね、河野文彦、佐野栄太郎の両技師から胴体による捩り荷重に注意するようアドバイスを受けている（1943年9月）。
後に陸軍側との打ち合わせに基づき一部要求性能が下方修正されるが爆装・自動操縦・機上索敵・気密室・排気タービン等の装備を追加して設計を進め、1944年（昭和19年）2月にモックアップ審査にこぎつけた。
審査そのものは順調に進展したが、2月末に行われた陸軍側との検討会にて脱出時に後方プロペラに巻き込まれる危険性やエンジンの生産等に問題ありとして設計中止、以降の方針は未定になる。更に設計上も排気タービンや中間冷却器の搭載スペース等に問題が山積していたこともあり事実上の計画中止となった。
また、1943年7月にはキ94Iの襲撃機型である「キ104」の試作指示も行われているが、キ94Iの計画中止に伴いこちらの計画も中止されている。

### キ94II

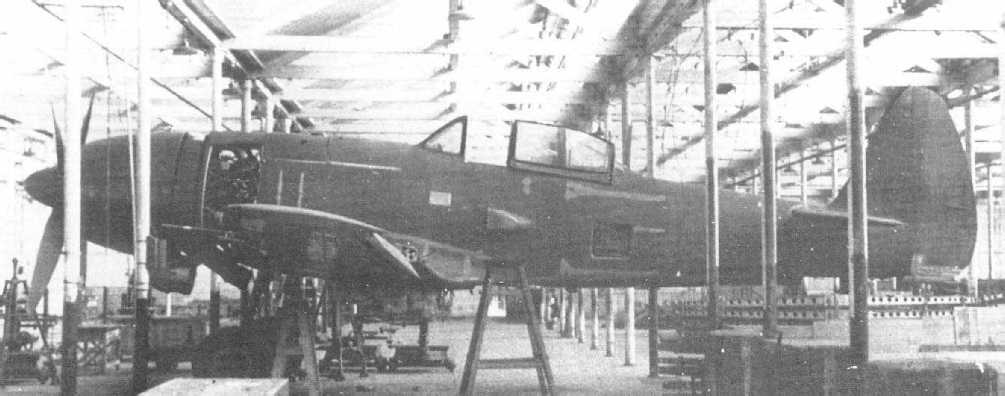
キ94IIの試作機

ところが1944年（昭和19年）3月末、陸軍から中島キ87の設計を流用し、気密室を装備した単発機として設計を再開するよう指示を受ける。しかし立川はキ87を基本型としたのでは充分な高高度性能が得られないこと、中島でも独自に気密室装備のキ87改造案を計画しており後発のキ94は不採用の可能性があることからこの指示を拒否、キ94開発の辞退を申し出た。
これに激怒した陸軍航空本部の駒村少将が直接立川に来社し、キ87改造案の推進を強く求める事態となるが、同時期に中島から気密室の技術供与を打診されたことでキ87の開発が難航していると判断し、独自設計の単発機を開発する方針を固める。後日再び来社した駒村少将らとの協議の結果、キ87改造案は一旦棚上げされ独自案キ94IIの設計が開始された。
試作初期の要求性能は以下の通り。
最高速度
高度10,000mで最大水平速度750km/h。抵抗の軽減のため層流翼を採用する。
上昇性能
実用上昇限度15,000m。パイロットの負担軽減のため気密室を装備する。
航続力
全力0.5時間（高度8,000m）、巡航2.5時間（速度465km/hで高度4,000m、増槽装備時+2.5時間）
武装
30mm機関砲×1または2、20mm機関砲×2
エンジン
可能な限り高出力のものに、これも最大の排気タービンを採用する。
その他、工作の容易化・機械的信頼性の確保が求められた。
同年5月、キ87とのプロペラ装備に関する比較検討が行われ、高高度でのプロペラ効率、気密与圧室、降着装置設計の堅実さ、排気タービンと中間冷却器の艤装法などキ94IIの優位性が明らかになり、翌6月にはキ87改造案は取り下げられ、独自案の採用が承認された。その後モックアップ審査・排気タービンに関する研究会を挟み、1945年5月までに試作1号機を完成させる事、8月末までに増加試作機計30機を製造する事を求められ、1945年（昭和20年）1月には軍需省の方針で海軍の烈風（改）との競争試作とすることが定められている。立川飛行機ではマリアナ諸島の陥落を受け、航空機関連工場の密集する武蔵野地区から分割で疎開。キ94設計班は埼玉県大宮の工業高校に、キ94試作班は東京都葛飾区金町の紡績工場（帝国製麻）跡地へと移転したが、米軍による爆撃が激化する中で部品調達が困難になり、並行する強度試験の結果から補強が必要になる等、試作機の製造は遅々として進まなかった。燃料タンクを取付た翌日の8月4日に地上運転を試みるも始動には至らず、8月8日ようやく始動に成功、計3度の地上運転を行い不具合箇所に対処した結果「根本的な問題は皆無」となり、14日に機体塗装を開始するも翌日に終戦を迎えた。飛行試験は松戸飛行場で8月18日に予定されており、運び出すには工場の門を壊す必要があったという。

## 特徴
B-29撃墜を目標に掲げ高高度・高速性能を実現するため、大出力の排気タービン付きエンジンや気密室、また滑油冷却器・中間冷却器とも空気密度が低く熱が奪われにくい高高度に対応して大容量の物を使用するなど、キ94Iでの失敗を教訓に空間的余裕のある設計としたため、総重量7tに及ぶ大型機となったが、立川が持つ高高度機の経験を活かした機体に仕上がっている。

### 主翼
単桁構造（補助桁有）とし生産の簡便性と翼内収容物のスペース確保を計っている。内翼と外翼は分割構造で片翼 2門ある固定武装の中間が接合部分であり、主輪（直径 90cm）引込みのため主翼前縁線が前方に折れ曲がっている場所でもある。主桁は翼弦比 30%位置で左右一直線に通されているが、この前縁張り出しによって内翼から翼根に向かっては30%からズレている。主翼後縁線は翼根から翼端まで一直線で、補助桁は翼弦比によらずこの後縁線に平行に通され、翼内燃料タンクの容量や胴体内桁間にある中間冷却器スペースの確保を優先している。結果的にフラップ弦長（前後長）が端から端まで同一となったのを受け、断面形（リブ材）までも共通化して生産性を高める決断をしている。この簡易化設計は長谷川龍雄が独自に研究開発した層流翼「TH翼型」ならではの物で、通常の翼型より後縁が厚いのを生かし、ザップ式フラップのスライドレールを外部に露出する事なく翼内に納め、補助桁も十分な強度を得る事が出来た。また層流翼がその空力性能を発揮するには前縁部の平滑さが重要であるが、本機ではその外板をおよそ 1.6ミリと厚くし、縦通材（ストリンガー）を廃して小骨（リブ）のみで支え、スポット溶接を多用して鋲数を極力減らす設計がなされた。これは表面の平滑さだけでなく工作の簡素化も実現するもので当時の厳しい国内情勢に合致していた。ザップフラップも木金混合羽布張り構造として軽合金節約に貢献しているが、このフラップは離着陸以外にも高空での旋回時に使われる特殊なものである。大気が希薄な高高度では主翼の発生揚力も小さく急な旋回をするとたちまち高度が下落してしまい再び同高度に昇るには時間と燃料を浪費する事になる。本機のザップフラップは旋回中に開いて揚力を補い高度を下げずに小さく回る目的で使用される。また主翼取付角が 3度と大き目なのも高高度飛行に適合するためで、機体が過度な上向き姿勢で飛ぶ必要を無くし、パイロットの視界悪化と昇降舵の効き不足を防ぐものである。なお上面図で見てエルロンが主翼後縁線から後方に突出しているのはTH翼型の後端を普通の翼型同様に尖らせているためである。

### 胴体
セミモノコック構造で前部、後部、尾部胴体の3つに分割されておりボルトで結合する。縦通材は押出型材を廃して板折曲材を採用し生産効率を重視した。尾部胴体も垂直安定板と一体の構造とし作業の簡易化と重量軽減を計っている。胴体の最大幅は 1.4m、最大高は 1.8m（風防を除く）。なお風防の形状は、長谷川がTH翼型を考案する過程で編み出した微分方程式をもちいて座標化したものだという。

### 発動機
中島製「ハ-44」空冷二重星型18気筒エンジンで過給器は1段2速であり、これに排気タービン（ル-124またはル-204）を加えて2段2速である。エンジン排気はいったん排気集合管に集められ 3.7ｍ後方のタービンまで導かれるが、エンジン下部の滑油冷却器後方から外部に露出するパイプを通す事により過熱問題を解消している。当時の排気タービンは回転が不安定になる事があり、排気ガスの流量を手動で調整する必要があったが、本機の排気タービンは操縦席下の胴体底部に配置されており、操作ロッドを使って直接微調整ができ、電動や油圧の間接操作によらず確実性を高めていた。
プロペラは1943年4月に初飛行した四式戦闘機向けとして開発されていた「ペ32」を採用した。これはフランスのラチェ社の電動式ガバナーを搭載するモデルをライセンス生産権を得ていた日本国際航空工業が改良したものである。ブレードは直径4 mで6翅と4翅の2案が検討されており、モックアップでは6翅を使用したが実機では4翅を使用した（四式戦は直径3.05mの4翅）。強制冷却ファンの駆動には約50馬力を消費した。
燃料タンクは16ミリ厚の防漏ゴム袋式（メタノールタンクは12ミリ厚）であったが、乗員の防弾装甲は前面のみで20mm徹甲弾を防ぐ事を目標としていた。

### 気密室
気密室は直径 0.9m、長さ 1.4 m、容積約 0.95m3の円筒形で、前部風防と一体になったものが胴体内に組み込まれている。室内圧を自動的に一定に保つ排出空気調整弁を持ち、被弾時の急減圧を考慮してターボ過給 1速時に与圧高度 6,000 m相当、2速時で 9,000m相当に抑えたため、簡単なパッキンを備えたスライドキャノピーで密閉が保たれたが、酸素ボンベとの併用が必要だった。与圧には排気タービンで圧縮された高温高圧の空気を使用。温度を下げるため気密室から排出される空気と熱交換した後、前方風防に直接吹き付けて風防が曇るのを防いでいる。またタービン通過時に混入するオイルミストを除去するフィルターには素焼きの円筒を使っている。

### 武装
武装は 「ホ-155」30mmと「ホ-5」20mm機関砲各2門を翼内に搭載。胴体中心線よりそれぞれ2250ミリ／2700ミリの位置にあり、どちらも装填は油圧式、発射は電磁式である。凍結防止のため排気管の余熱を利用した暖気を砲室に送る機構を持ち、過給器2速切換レバーと連動して開閉される。高空での安定性を確保し射撃精度を高めるために胴体の形状を上から見て細く、横から見て太い縦長にし、垂直尾翼も背の高い大面積の物を使用した。

### TH翼型
長谷川龍雄が「電車の吊り革の環」を見ていて思いついたというこの翼型は、1942年3月の日本航空学会誌上で発表された層流翼の発展型である。一般的な翼型は後縁が尖っているのに対し、厚みを残して半円（前縁半径の約三分の一程度）で終わるのが特徴で、最大厚さ位置を層流翼よりもさらに後方として層流域を拡げ、表面摩擦抵抗を低減すると共に、最大厚さ位置から後縁に至る傾斜勾配も緩やかとなり後縁の境界層流を安定させる効果も発揮した。さらにこの翼型は空力特性の解析計算が可能であり、またパラメーターを変化させてプロットした翼型を空力特性で比較し、機体に応じた最適な翼型を選択できるため時間と労力の節約にもなった。さらに長谷川龍雄は圧縮性の問題において、層流翼型が旧来翼型より有利である事を1943年に発表しており、特にLB翼型、TH翼型が衝撃波失速で優れた特性を持つ事が計算で示されている。これは当時で言えば急降下限界速度、機体強度だけでは超えられない空力的な限界を高める手段であった。
なお、米海軍のF7Uカットラス（1948年9月29日初飛行）がTH翼に似た翼型（Blunt trailing edge）を使っているが、これも衝撃波失速で起こる激しいバフェッティングを避けるための処理で、翼厚の大きい機体が遷音速域で安定して飛行するための過渡的な翼型である。
また戦後、米国のNASAが開発した遷音速翼型「スーパークリティカル翼」の特許出願がNASAによって日本で申請されたが、TH翼型の論文が証拠のひとつとなり阻止に成功している。もし特許が成立していたら日本の航空機産業界は特許に抵触する類似の翼型は使えず、ライセンス契約を結ぶしかなかった。
名称に冠した”TH”について長谷川は「立川 飛行機」また「龍雄 長谷川」のどちらの解釈でも結構です。と書き残している。

## 主要諸元
| 型式名       | キ94I 計画値                                            | キ94II 計画値 |
| ------------ | ------------------------------------------------------- | --- |
| 形式         | 串型双発・低翼・単葉・引込脚                            | 単発牽引・低翼・単葉・引込脚 |
| 全長         | 13.5 m                                                  | 12.0 m |
| 全幅         | 15.0 m                                                  | 14.0 m |
| 全高         |                                                         | 4.61 m（地上3点静止） |
| 翼面積       |                                                         | 28.0m2 |
| 翼弦長       | 中央翼弦 3.52m 仮想翼端 1.53m                           | 中央翼弦 2.9m 仮想翼端 1.36m |
| 翼型         |                                                         | 中央 T.H.346-8454（翼厚17%、矢高2.8%） 継目 T.H.346-755045（翼厚14%、矢高2.8%） 翼端 T.H.346-75505（翼厚10%、矢高2.0%）            |
| 主翼取付角   |                                                         | 3.0度 |
| 捩り下げ角   |                                                         | 幾何学的 1.5度 空力的 0.6度 |
| 上反角       |                                                         | 6度（翼弦30%基準線にて） |
| フラップ角   |                                                         | 離昇 15度 着陸 47度（エルロン 18度）                                                                                               |
| 重量         | 全備 8800 - 9400 kg                                     | 自重 4860 kg 全備 6450 kg |
| 乗員数       | 1名                                                     | 1名 |
| 燃料         |                                                         | 胴体タンク容量 840L／搭載量 830L 翼内タンク容量左右各 200L／搭載量195L 落下タンク左右各 300L メタノールタンク 容量 280L／通常 200L |
| 発動機       | ハ-211ル 空冷複列星型18気筒エンジン×2 離昇出力 2200HP×2 | ハ-44-12ル 空冷複列星型18気筒エンジン 離昇出力 2500HP×1                                                                            |
| 最大速度     | 780 km/h /高度10000 m                                   | 712 km/h /高度12000 m |
| 巡航速度     | 430 km/h /高度8000 m                                    | 440 km/h /高度9000 m |
| 上昇時間     | 10000 mまで9分56秒                                      | 10000 mまで16分20秒 - 17分38秒 12000 mまで22分26秒 - 24分13秒 14000 mまで50分20秒 - 53分27秒                                       |
| 実用上昇限度 | 14000 m                                                 | 14100 m |
| 武装         | 37mm機関砲×2 30mm機関砲×2 50kg爆弾×2                    | ホ5 20mm機関砲×2（200発） ホ155-II 30mm機関砲×2（100発） 30kg夕弾×2                                                                |

## 戦後のキ94
唯一完成していた試作1号機は、米軍の接収を受け米本土に移送されたが、飛行試験は行われなかった。その後1号機の所在は不明となり、エンジンも主翼も脱落し雨ざらしになった機体の残骸の写真を残すのみとなる。なお、スミソニアン博物館に収蔵品として保管されているハ44-12型はキ94に搭載されていた物である可能性が高いという。